# Суха перегонка
Суха перегонка (рос. сухая перегонка, англ. destructive distillation; нім. Trockendestillation f, Entgasen n) — метод переробки кам'яного та бурого вугілля, деревини, сланців, торфу нагріванням без доступу повітря до 500…600°С (напівкоксування), до 900…1000°С (коксування). При цьому отримують горючі гази, смоли, напівкокс, деревне вугілля, різні хімічні продукти.